# NK Komenda
Nogometni klub Komenda (tiếng Việt: Câu lạc bộ bóng đá Komenda), thường hay gọi NK Komenda hoặc đơn giản Komenda, là một câu lạc bộ bóng đá Slovenia đến từ Komenda. Komenda được thành lập năm 1957 và hiện tại thi đấu ở Giải bóng đá hạng ba quốc gia Slovenia, cấp độ 3 của hệ thống giải bóng đá Slovenia.

## Danh hiệu
- Giải bóng đá hạng ba quốc gia Slovenia: 1

1999-2000
- Giải bóng đá hạng tư quốc gia Slovenia: 1

2013-14
- Giải bóng đá hạng năm quốc gia Slovenia: 1

1992-93